# Tenjo
Tenjo è un comune della Colombia facente parte del dipartimento di Cundinamarca.
Il centro abitato venne fondato da Diego Gómez de Mena nel 1603.